# Dora 2010
La diciottesima edizione del Dora si è tenuta il 5 e 6 marzo 2010 presso l'albergo Quarnero di Abbazia e ha selezionato il rappresentante della Croazia all'Eurovision Song Contest 2010.
Le vincitrici sono state le Feminnem con Lako je sve.

## Organizzazione
L'emittente ha ricevuto 200 candidature tra il 27 novembre e il 15 dicembre 2009, selezionando 16 di essi per la semifinale, mentre i rimanenti 8 sono qualificati direttamente per la finale.
L'evento si è articolato in una semifinale e una finale, tenute rispettivamente il 5 e 6 marzo 2010. Le due serate sono state ospitate dalla sala cristallo dell'albergo Quarnero di Abbazia, nella regione litoraneo-montana.

## Partecipanti
La lista dei partecipanti, in ordine alfabetico, annunciati dall'emittente il 29 dicembre 2009 e l'8 gennaio 2010:
| Artista           | Brano                       | Lingua | Musica (m) e testo (t)                                            |
| ----------------- | --------------------------- | ------ | ----------------------------------------------------------------- |
| AliBi             | Prvi pogled                 | Croato | Boris Đurđević (m & t), Viktor Milaković (t) e Dino Juratovac (t) |
| Bety Belle        | Ne                          | Croato | Ines Prajo (m & t) e Arijana Kunštek (t)                          |
| Carla Belovari    | Sada osjećam to             | Croato | Alan Crnković (m) e Alen Orlić (t)                                |
| Đani Stipaničev   | Nek nam bude lijepo         | Croato | Alfi Kabiljo (m & t)                                              |
| Doris Teur        | Ti me ne zaslužuješ         | Croato | Doris Teur (m & t)                                                |
| Dražen Žanko      | Moja ljubav jedina          | Croato | Dražen Žanko (m) e Nenad Ninčević (t)                             |
| Feminnem          | Lako je sve                 | Croato | Branimir Mihaljević (m), Pamela Ramljak (t) e Neda Parmać (t)     |
| Franka Batelić    | Na tvojim rukama            | Croato | Miro Buljan (m), Boris Đurđević (m) e Neno Ninčević (t)           |
| Flip Dizdar       | Sunce                       | Croato | Aljoša Šerić (m & t)                                              |
| Franko Krajcar    | Jobrni je jobrni            | Croato | Franko Krajcar (m & t)                                            |
| Giuliano          | Moja draga                  | Croato | Duško Rapotec-Ute (m), Branko Berković (m) e Boris Novković (t)   |
| Klapa Iskon       | Vrime za kraj               | Croato | Matko Šimac (m & t)                                               |
| Marta Kuliš       | Preporodjena                | Croato | Luka Zima (m & t) e Tomislav Erceg (t)                            |
| Martina Vrbos     | Ti i ja                     | Croato | Martina Vrbos (m & t)                                             |
| Mijo Lešina       | Tajna ljubavi               | Croato | Mijo Lešina (m & t)                                               |
| Nikola Marjanović | Ti i muzika                 | Croato | Lea Dekleva (m & t)                                               |
| Rivers            | Bez tebe                    | Croato | Tamara Obrovac (m) e Anja Gasparini (t)                           |
| Sabrina           | Golu si me skinuo           | Croato | Ante Pecotić (m & t)                                              |
| Swing Mamas       | Trio tulipan                | Croato | Stefan Bravačić (m & t)                                           |
| Teška industrija  | Nazovi stvari pravim imenom | Croato | Denis Dumančić (m) e Faruk Buljubašić (t)                         |
| Tihomir Kožina    | Za koga si se čuvala        | Croato | Denis Dumančić (m) e Faruk Buljubašić Fayo (t)                    |
| Valungari         | Vol or ne vol               | Croato | Zoran Preradović (m) e Marko Kovačić (t)                          |
| Viva              | Zadnja kap života           | Croato | Nenad Ninčević (m & t) e Miroslav Buljan (m)                      |
| Žiga and Bandisti | Blagdani                    | Croato | Miroslav Škoro (m & t)                                            |

## Semifinale
La semifinale si è tenuta alle 20:15 (UTC+1) del 5 marzo 2010 presso la sala cristallo dell'albergo Quarnero di Abbazia ed è stata trasmessa dal vivo su HRT 2.
Dei 16 partecipanti, 8 si sono qualificati per la finale: le Feminnem, i Valungari, i Klapa Iskon, Carla Belovari, le Swing Mamas, Doris Teur, Franko Krajcar e Giuliano.
| #  | Artista           | Brano                       | Televoto | Posizione |
| -- | ----------------- | --------------------------- | -------- | --------- |
| 1  | Feminnem          | Lako je sve                 | 1 137    | 4°        |
| 2  | Mijo Lešina       | Tajna ljubavi               | 218      | 15°       |
| 3  | Valungari         | Vol or ne vol               | 679      | 6°        |
| 4  | Martina Vrbos     | Ti i ja                     | 492      | 9°        |
| 5  | Bety Belle        | Ne                          | 484      | 10°       |
| 6  | Teška industrija  | Nazovi stvari pravim imenom | 405      | 12°       |
| 7  | Nikola Marjanović | Ti i muzika                 | 374      | 14°       |
| 8  | Klapa Iskon       | Vrime za kraj               | 1 253    | 3°        |
| 9  | Carla Belovari    | Sada osjećam to             | 576      | 8°        |
| 10 | Dražen Žanko      | Moja ljubav jedina          | 378      | 13°       |
| 11 | Flip Dizdar       | Sunce                       | 458      | 11°       |
| 12 | Swing Mamas       | Trio tulipan                | 625      | 7°        |
| 13 | Rivers            | Bez tebe                    | 169      | 16°       |
| 14 | Doris Teur        | Ti me ne zaslužuješ         | 1 410    | 1°        |
| 15 | Franko Krajcar    | Jobrni je jobrni            | 1 396    | 2°        |
| 16 | Giuliano          | Moja draga                  | 689      | 5°        |

## Finale
La finale si è tenuta alle 20:15 (UTC+1) del 6 marzo 2010 presso la sala cristallo dell'albergo Quarnero di Abbazia ed è stata trasmessa dal vivo su HRT 1 e sul sito eurovision.tv.
| #  | Artista           | Brano                | Punteggio | Punteggio | Punteggio | Posizione |
| #  | Artista           | Brano                | Giuria    | Televoto  | Totale    | Posizione |
| -- | ----------------- | -------------------- | --------- | --------- | --------- | --------- |
| 1  | Swing Mamas       | Trio tulipan         | 8         | 6         | 14        | 11°       |
| 2  | Sabrina           | Golu si me skinuo    | 5         | 3         | 8         | 14°       |
| 3  | Viva              | Zadnja kap života    | 4         | 2         | 6         | 15°       |
| 4  | Marta Kuliš       | Preporodjena         | 1         | 1         | 2         | 16°       |
| 5  | Tihomir Kožina    | Za koga si se čuvala | 2         | 8         | 10        | 13°       |
| 6  | Carla Belovari    | Sada osjećam to      | 10        | 4         | 14        | 10°       |
| 7  | Klapa Iskon       | Vrime za kraj        | 8         | 14        | 22        | 6°        |
| 8  | AliBi             | Prvi pogled          | 3         | 9         | 12        | 12°       |
| 9  | Đani Stipaničev   | Nek nam bude lijepo  | 11        | 7         | 18        | 9°        |
| 10 | Doris Teur        | Ti me ne zaslužuješ  | 12        | 11        | 23        | 4°        |
| 11 | Valungari         | Vol or ne vol        | 14        | 10        | 24        | 3°        |
| 12 | Franka Batelić    | Na tvojim rukama     | 9         | 12        | 21        | 7°        |
| 13 | Žiga and Bandisti | Blagdani             | 8         | 15        | 23        | 5°        |
| 14 | Giuliano          | Moja draga           | 13        | 5         | 18        | 8°        |
| 15 | Franko Krajcar    | Jobrni je jobrni     | 15        | 13        | 28        | 2°        |
| 16 | Feminnem          | Lako je sve          | 16        | 16        | 32        | 1°        |

## All'Eurovision Song Contest

### Verso l'evento
Il 4 febbraio 2010 si è tenuto il sorteggio che ha determinato la composizione delle due semifinali. La Croazia è stata sorteggiata per partecipare nella seconda metà della seconda semifinale, venendo poi posta al 15º posto nell'ordine di esibizione, dopo i ciprioti Jon Lilygreen & The Islanders e prima della georgiana Sopho Nizharadze.
Arrivate ad Oslo le Feminnem sono state accolte presso l'ambasciata croata in Norvegia.
Le Feminnem hanno affrontato le prove per l'esibizione il 19 e il 23 maggio 2010.

### Performance
La Croazia si è esibita 15ª nella seconda semifinale, classificandosi 13ª con 33 punti e non qualificandosi per la finale.
I colori predominanti sul palco sono stati il blu e, al momento dell'ultimo ritornello, il rosso. Le tre cantanti si sono esibite in lunghi vestiti rosa.

### Trasmissione dell'evento e commentatori
L'intero evento è stato trasmesso su HRT 1 con il commento di Duško Čurlić. I punti assegnati in finale sono stati annunciati da Mila Horvat.

### Voto

#### Punti assegnati alla Croazia
| 12         | 10 | 8          | 7                    | 6                       |
| ---------- | -- | ---------- | -------------------- | ----------------------- |
| - Slovenia |    |            | - Armenia - Svizzera |                         |
| 5          | 4  | 3          | 2                    | 1                       |
|            |    | - Bulgaria | - Danimarca          | - Azerbaigian - Irlanda |

#### Punti assegnati dalla Croazia
| Punti | Paese       |
| ----- | ----------- |
| 12    | Cipro       |
| 10    | Azerbaigian |
| 8     | Turchia     |
| 7     | Georgia     |
| 6     | Ucraina     |
| 5     | Slovenia    |
| 4     | Danimarca   |
| 3     | Irlanda     |
| 2     | Svezia      |
| 1     | Lituania    |

| Punti | Paese                |
| ----- | -------------------- |
| 12    | Turchia              |
| 10    | Bosnia ed Erzegovina |
| 8     | Serbia               |
| 7     | Georgia              |
| 6     | Germania             |
| 5     | Albania              |
| 4     | Cipro                |
| 3     | Francia              |
| 2     | Danimarca            |
| 1     | Irlanda              |